# 北宜公路
北宜公路是一條位於台灣北部，連接台北與宜蘭的公路，全長58公里，在公路系統上屬於省道台九線的一部分。在宜蘭縣頭城鎮大金面山下山之後抵達蘭陽平原，與頭城鎮青雲路（台二庚線）叉路為終點（台九線70K處），途經新北市新店區、石碇區、坪林區與宜蘭縣頭城鎮。
北宜公路於中繼站坪林區與縣道106乙線交會，可轉至台北市木柵一帶、深坑區、石碇區、平溪區，並且可經由坪林交流道與北宜高速公路（北宜高）連結，但因位處翡翠水庫集水區有水源地環保考量，因此經由北宜高進出坪林區的車輛數量受到管制。

## 路線概述

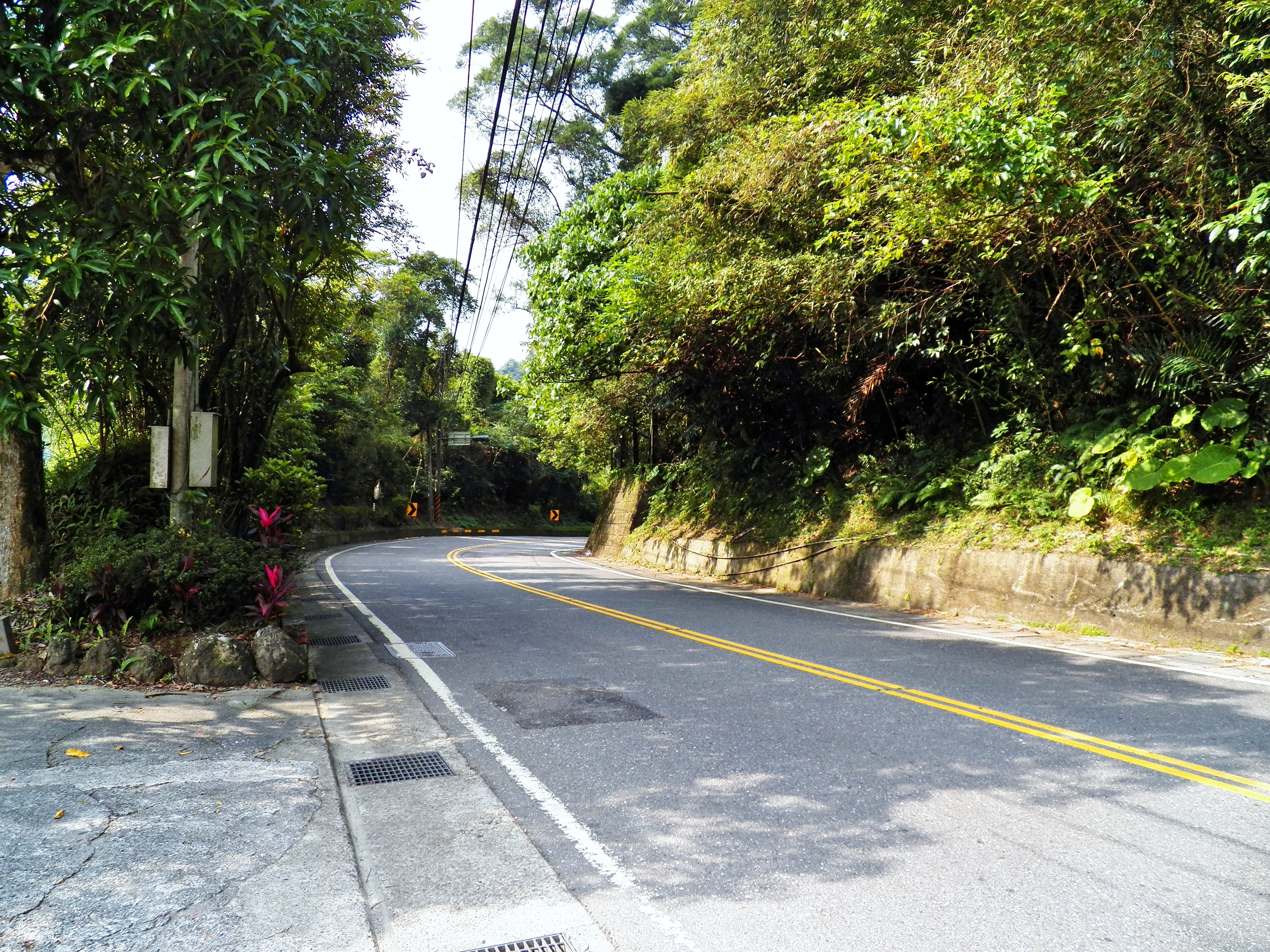
新北市新店區北宜路三段的彎道。

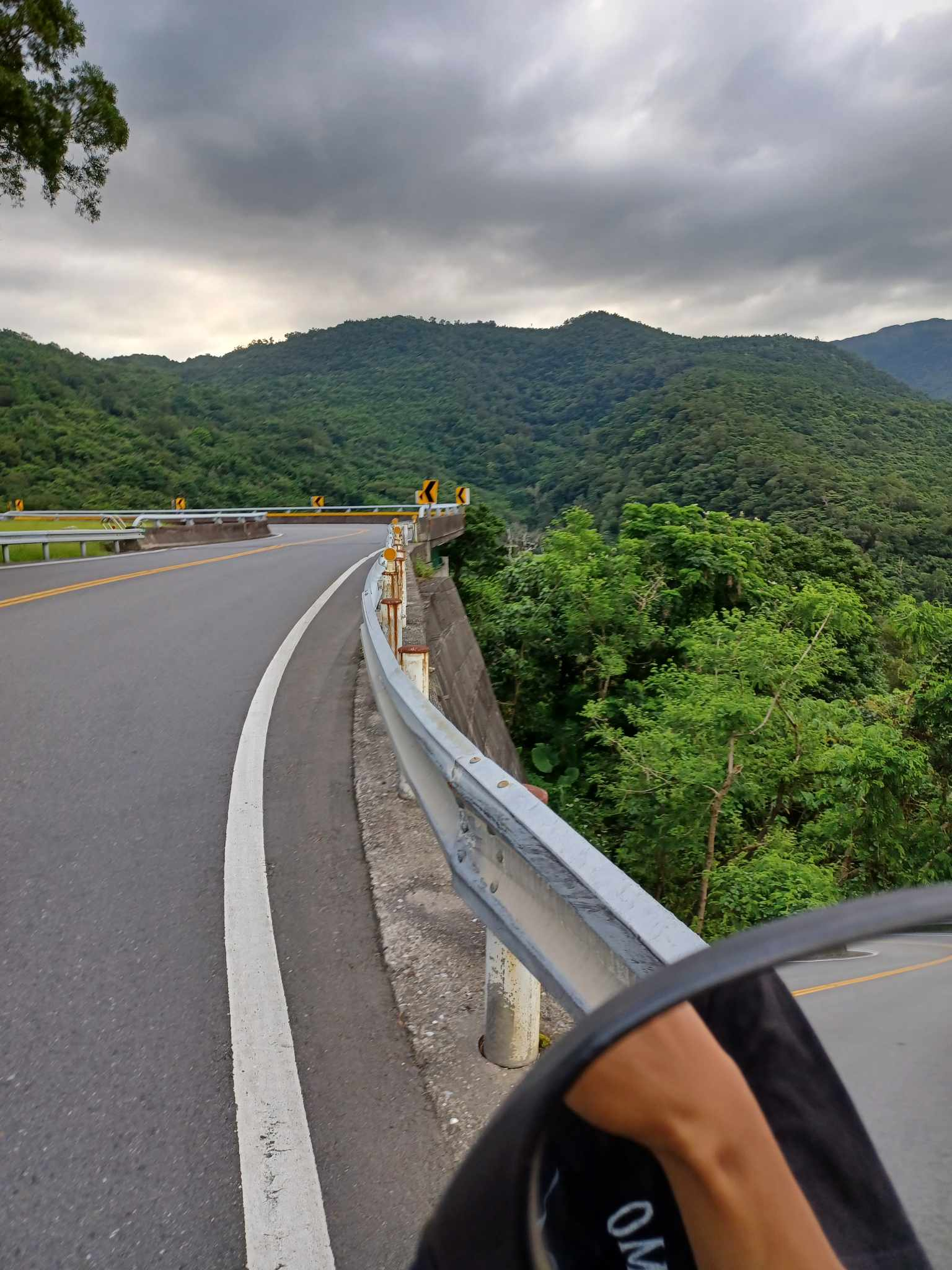
位於宜蘭縣頭城鄉的知名道路九彎十八拐。

北宜公路沿線景觀呈現多段變化，在新北市境內為丘陵景觀，其中坪林路段還可見到台北盆地水源地的北勢溪，所經新北市各區境內有許多生產包種茶的茶園。從坪林往新北宜蘭交界行進，因地勢攀高，沿路可以見到針葉樹針葉林。過了市縣界之後開始下山，蘭陽平原倏然出現眼前，天氣晴朗而空氣濕度低時連外海的龜山島亦清晰可見，不論白日的田畦房舍或是夜晚星點燈火，皆是鳥瞰蘭陽平原的好地點。
續往宜蘭所經之大金面山路段因下山的山路曲折，素有「九彎十八拐」或「九彎十八轉」之稱，由於道路線型崎嶇視線不良，早年因重大事故頻繁而被認為是不潔之地，靈異鬼怪傳聞不斷，甚至有過往車會灑冥紙以慰亡魂的習俗，故有「死亡公路」及「全台猛鬼公路」之稱。但近年來政府相關單位進行了大規模的路線改良，除了拓寬車道增加緩衝空間之外，一些會阻礙視線的邊坡也經過削除，雖逐漸失去原本九彎十八拐的險峻氣氛但也增加了行車安全。
途中尚有跑馬古道，為宜蘭縣頭城鎮、礁溪鄉與新北市烏來區的陸路連結，二戰時期日軍官兵常於其上騎馬巡狩，現已整建為登山步道。
自從台北-宜蘭間有了北宜高速公路後，北宜公路成了大卡車及機車愛好者常途經的道路；但因車禍頻傳致使新北市政府警察局常進行違規取締，並設置科技執法區間測速引發爭議。

## 路線地名
- 新北市新店區
  - 新店市區10.318k（碧潭，縣道110號叉路）→捷運新店站/碧潭郵局前10.725k（北宜路一段）→青潭橋新烏路口12.120k（台九甲線新烏公路叉路，海拔約25公尺）→青潭（北宜路二段）→國史館→銀河洞→双坑（北宜路三段）→蕃薯寮（區界）
- 新北市石碇區
  - 蕃薯寮（新店／石碇區界，北宜路四段）→小格頭24.537k（雲海國小／碧山派出所，海拔約480公尺，北宜路五段）→風露嘴26k（海拔約550公尺，北宜路六段）→水底寮（區界）
- 新北市坪林區
  - 水底寮（石碇／坪林區界，北宜路七段）→黃櫸皮寮→坪林市區38.172k（北宜路八段）→石槽村（北宜路九段）→碧湖橋48.053k→四堵→石牌56.727k（海拔約538公尺，新北、宜蘭市縣界，有「金面大觀碑」與「北宜公路殉職先靈紀念碑」)
- 宜蘭縣頭城鎮
  - 石牌56.727k→大金面山（公路盤旋而下，即所謂「九彎十八拐」，北宜路二段）→小金面山（進入蘭陽平原，海拔約20公尺，北宜路一段）→二城路口70.000k（北宜公路終點），左接台2庚線往頭城市區，右台九線主線往礁溪鄉，直行接國道五號（蔣渭水高速公路）頭城交流道

## 外部連結
- 台九線北宜公路（公路總局第四區養護工程處）